# Batalion Milicji Kujawskiej
Batalion Milicji Kujawskiej – polski oddział piechoty wchodzący w skład wojsk powstańczych okresu insurekcji kościuszkowskiej.

## Formowanie i walki
Batalion został sformowany we wrześniu 1794 w obozie pod Słupcą z rekrutów województwa kujawskiego przez mjr. Rafała Mierzyńskiego. W październiku batalion liczył 200 głów i podzielony był na cztery kompanie.

## Żołnierze batalionu
Organizatorem i dowódca batalionu był oficer 9 regimentu koronnego mjr Rafał Mierzyński. Prócz niego w batalionie służyli: kpt. Bonawentura Sokołowski, por. Antoni Łatecki, chor. Wacław Dzięcielski i chor. Przepałkowskii.